# Ta Ma
Ta Ma là một xã thuộc huyện Tuần Giáo, tỉnh Điện Biên, Việt Nam.

## Địa lý
Xã Ta Ma có vị trí địa lý:
- Phía đông giáp tỉnh Sơn La
- Phía tây giáp các xã Quài Nưa, Pú Nhung, Rạng Đông
- Phía nam giáp xã Tỏa Tình
- Phía bắc giáp xã Phình Sáng.

Xã Ta Ma có diện tích 107,02 km², dân số năm 2022 là 4.001 người, mật độ dân số đạt 37 người/km².

## Hành chính
Xã Ta Ma được chia thành 6 bản.

## Lịch sử
Ngày 6 tháng 12 năm 2019, HĐND tỉnh Điện Biên ban hành Nghị quyết số 148/NQ-HĐND về việc sáp nhập bản Phiêng Cải và bản Phiêng Vang vào bản Phiêng Cứ.